# Мрави
Мрави (лат. Formicidae) су породица инсеката која живи у великим задружним заједницама. Припадају реду опнокрилаца, дио су надпородице жалчара (Aculeatoidea) из подреда утегнутозачаних (Apocrita). Уз крилате мужјаке и женке, има много више јединки које су бескрилне, полно закржљале женке. Сви имају отровну жлијезду која углавном излучује мрављу кисјелину, коју испуштају помоћу жалца, а ако га немају, направе прво мандибулама рану, па је пошприцају том излучевином. По величини главе и према пословима, међу њима се често разликују „радници“ и „војници“.
Мрави формирају колоније које су у опсјегу величина од неколико десетина предаторних јединки које живе у малим природним шупљинама, до високо организованих колонија које могу да покривају велике територије и састоје се од милиона јединки. Веће колоније се углавном састоје од стерилних, бескрилних женки које формирају групе „радника“, „војника“, или других специјализованих група. Скоро све колоније мрава такође садрже неколико плодних мужјака који се називају „трутовима“, и једну или више плодних женки које се називају „краљицама“. Колоније су описиване као суперорганизми, зато што се чини да мрави дјелују као уједињени ентитет, колективно радећи на одржавању колоније.
Мрави су колонизовали скоро сваку област Земље. Једина мјеста која нису природна станишта мрава су Антарктик и неколико удаљених или негостољубивих острва. Мрави напредују у већини екосистема и вјероватно формирају 15–25% укупне копнене животињске биомасе. Њихово успјешно обитавање у тако великом броју окружења приписује се њиховој друштвеној организацији и њиховој способности прилагођавања навика, коришћења ресурса и одбрамбеним способностима. Њихова дуга коеволуција са другим врстама је довела до мимикрије, коменсализма, паразитизма, и мутуалистичких односа.
Мравља друштва се карактеришу подјелом рада, комуникацијом између јединки и способношћу рјешавања комплексних проблема. Ове паралеле са људским друштвима су дуго биле инспирација и предмет изучавања. Многе људске културе користе мраве у прехрани, лековима и ритуалима. Неке врсте су цијењене због њихове улоге у биолошкој контроли штеточина. Њихова способност да искористе ресурсе може да доведе мраве у сукоб с људима, тако да они могу да нанесу штету усјевима и да угрозе грађевине. Неке врсте, као што су црвени увезени ватрени мрави (Solenopsis invicta), сматрају се инвазивним врстама, која успоставља себе у областима гдје су случајно доспјели.
Процијењено је да је укупни број мрава на свијету у било ком тренутку између једног и десет квадрилиона. По тој процјени, постоји око милион мрава на сваког човјека на Земљи.

## Етимологија
Ријеч ant и углавном дијалекатски облик emmet, потичу од ријечи emete из средњеенглеског језика, која потиче од ријечи ǣmette из староенглеског; све ово се односи на нискосаксонску ријеч e(e)mt, empe, као и варијетете старосаксонског — emeta и њемачког — Ameise (старовисокоњемачки: āmeiza). Све ове ријечи потичу од западногерманског ǣmaitjōn, а првобитно значење ријечи било је „гризач“ (од протогерманског ai-, „искључи, далеко“ и mait „одсјећи“). Име породице Formicidae потиче од латинског formīca („мрав“), од којег су изведене ријечи у другим романским језицима, као што су португалски порт. formiga, италијански итал. formica, шпански шп. hormiga, румунски рум. furnică и француски фр. fourmi. Претпоставља се да је коришћена праиндоевропска ријеч morwi; санскртски vamrah, старогрчки μύρμηξ, mýrmēx, старословенски mraviji, староирски moirb, старонордијски maurr, холандски , швед. myra, дан. myre; средњехоландски miere, кримски готски miera.

## Таксономија и еволуција
|  |  |
|  |  |
|  |  |
|  |  |

|  |  |
|  |  |
|  |  |
|  |  |

|  |                                     |
|  |                                     |
|  | \| \| \| \| \| \| \| \| \| \| \| \| |
|  |                                     |
|  |                                     |
|  |                                     |
|  |                                     |
|  |                                     |

|  |  |
|  |  |
|  |  |
|  |  |

|  |  |
|  |  |
|  |  |
|  |  |

|  |                                     |
|  |                                     |
|  | \| \| \| \| \| \| \| \| \| \| \| \| |
|  |                                     |
|  |                                     |
|  |                                     |
|  |                                     |
|  |                                     |

|  |  |
|  |  |
|  |  |
|  |  |

|  |  |
|  |  |
|  |  |
|  |  |

|  |  |
|  |  |
|  |  |
|  |  |

|  |                                     |
|  |                                     |
|  | \| \| \| \| \| \| \| \| \| \| \| \| |
|  |                                     |
|  |                                     |
|  |                                     |
|  |                                     |
|  |                                     |

|  |  |
|  |  |
|  |  |
|  |  |

|  |  |
|  |  |
|  |  |
|  |  |

|  |                                     |
|  |                                     |
|  | \| \| \| \| \| \| \| \| \| \| \| \| |
|  |                                     |
|  |                                     |
|  |                                     |
|  |                                     |
|  |                                     |

|  |  |
|  |  |
|  |  |
|  |  |

|  |  |
|  |  |
|  |  |
|  |  |

|  |  |
|  |  |
|  |  |
|  |  |

|  |                                     |
|  |                                     |
|  | \| \| \| \| \| \| \| \| \| \| \| \| |
|  |                                     |
|  |                                     |
|  |                                     |
|  |                                     |
|  |                                     |

|  |  |
|  |  |
|  |  |
|  |  |

|  |  |
|  |  |
|  |  |
|  |  |

|  |                                     |
|  |                                     |
|  | \| \| \| \| \| \| \| \| \| \| \| \| |
|  |                                     |
|  |                                     |
|  |                                     |
|  |                                     |
|  |                                     |

|  |  |
|  |  |
|  |  |
|  |  |

|  |  |
|  |  |
|  |  |
|  |  |

|  |  |
|  |  |
|  |  |
|  |  |

|  |                                     |
|  |                                     |
|  | \| \| \| \| \| \| \| \| \| \| \| \| |
|  |                                     |
|  |                                     |
|  |                                     |
|  |                                     |
|  |                                     |

|  |  |
|  |  |
|  |  |
|  |  |

|  |  |
|  |  |
|  |  |
|  |  |

|  |                                     |
|  |                                     |
|  | \| \| \| \| \| \| \| \| \| \| \| \| |
|  |                                     |
|  |                                     |
|  |                                     |
|  |                                     |
|  |                                     |

|  |  |
|  |  |
|  |  |
|  |  |

|  |  |
|  |  |
|  |  |
|  |  |

|  |  |
|  |  |
|  |  |
|  |  |

|  |                                     |
|  |                                     |
|  | \| \| \| \| \| \| \| \| \| \| \| \| |
|  |                                     |
|  |                                     |
|  |                                     |
|  |                                     |
|  |                                     |

|  |  |
|  |  |
|  |  |
|  |  |

|  |  |
|  |  |
|  |  |
|  |  |

|  |                                     |
|  |                                     |
|  | \| \| \| \| \| \| \| \| \| \| \| \| |
|  |                                     |
|  |                                     |
|  |                                     |
|  |                                     |
|  |                                     |

|  |  |
|  |  |
|  |  |
|  |  |

|  |  |
|  |  |
|  |  |
|  |  |

|  |  |
|  |  |
|  |  |
|  |  |

|  |                                     |
|  |                                     |
|  | \| \| \| \| \| \| \| \| \| \| \| \| |
|  |                                     |
|  |                                     |
|  |                                     |
|  |                                     |
|  |                                     |

|  |  |
|  |  |
|  |  |
|  |  |

|  |  |
|  |  |
|  |  |
|  |  |

|  |                                     |
|  |                                     |
|  | \| \| \| \| \| \| \| \| \| \| \| \| |
|  |                                     |
|  |                                     |
|  |                                     |
|  |                                     |
|  |                                     |

|  |  |
|  |  |
|  |  |
|  |  |

|  |  |
|  |  |
|  |  |
|  |  |

|  |  |
|  |  |
|  |  |
|  |  |

|  |                                     |
|  |                                     |
|  | \| \| \| \| \| \| \| \| \| \| \| \| |
|  |                                     |
|  |                                     |
|  |                                     |
|  |                                     |
|  |                                     |

|  |  |
|  |  |
|  |  |
|  |  |

|  |  |
|  |  |
|  |  |
|  |  |

|  |                                     |
|  |                                     |
|  | \| \| \| \| \| \| \| \| \| \| \| \| |
|  |                                     |
|  |                                     |
|  |                                     |
|  |                                     |
|  |                                     |

|  |  |
|  |  |
|  |  |
|  |  |

|  |  |
|  |  |
|  |  |
|  |  |

|  |  |
|  |  |
|  |  |
|  |  |

|  |                                     |
|  |                                     |
|  | \| \| \| \| \| \| \| \| \| \| \| \| |
|  |                                     |
|  |                                     |
|  |                                     |
|  |                                     |
|  |                                     |

|  |  |
|  |  |
|  |  |
|  |  |

|  |  |
|  |  |
|  |  |
|  |  |

|  |                                     |
|  |                                     |
|  | \| \| \| \| \| \| \| \| \| \| \| \| |
|  |                                     |
|  |                                     |
|  |                                     |
|  |                                     |
|  |                                     |

|  |  |
|  |  |
|  |  |
|  |  |

Породица Formicidae припада реду опнокрилаца, у који такође спадају тестере, пчеле и зоље. Мрави су еволуирали из лозе убодних оса, а студија из 2013. указује да су они сестринска група групи Apoidea. Године 1966. Едвард Озборн Вилсон и његове колеге су идентификовали фосилне остатке мрава (Sphecomyrma) који је живио у периоду креде. Примјерак, заробљен у ћилибару који датира прије око 92 милиона година, има карактеристике које се налазе код неких оса, али не и код савремених мрава. Sphecomyrma се вјероватно хранио на тлу, док су Haidomyrmex и Haidomyrmodes, сродни родови у потпородици Sphecomyrminae, реконструисани као активни арбореални предатори, који су се хранили на дрвећу. Старији мрави из рода Sphecomyrmodes, пронађени су у ћилибару старом 99 милиона година из Мјанмара. Студија из 2006. указује на то да су мрави настали десетинама милиона година раније него што се мислило, до прије 168 милиона година. Након пораста цвјетних биљака, прије око 100 милиона година, они су се диверзификовали и преузели су еколошку доминацију прије око 60 милиона година. За неке групе, као што су Leptanillinae и Martialinae, сугерише се да су се разликовале од раних примитивних мрава који су вјероватно били предатори испод површине тла.
Током периода креде, неколико врста примитивних мрава било је распрострањено широко на Лауразијском суперконтиненту (сјеверна хемисфера). Њихова заступљеност у фосилном запису је лоша у поређењу са популацијом других инсеката и представља само око 1% фосилних доказа о инсектима из тог доба. Мрави су постали доминантни након адаптивног зрачења на почетку палеогенског периода. До олигоцена и миоцена, представљали су 20-40% свих инсеката пронађених у главним фосилним наслагама. Од врста које су живјеле у периоду еоцена, око један од 10 родова је опстао до данас. Данас преживјели родови обухватају 56% родова у балтичким фосилима ћилибара (рани олигоцен) и 92% родова у фосилима доминиканског ћилибара (рани миоцен).
Термити живе у колонијама и понекад се називају „бијели мрави“, али термити нису мрави. Они припадају подреду [[Термити|, а заједно са бубашвабама чине ред Blattodea, који је повезан са богомољкама, цврчцима и другим крилатим инсектима који не пролазе кроз пуну метаморфозу. Као и мрави, термити су еусоцијални, са стерилним радницима, али се у великој мјери разликују у генетици размножавања. Сличност њихове друштвене структуре са структуром мрава приписује се конвергентној еволуцији. Мрави од сомота изгледају као велики мрави, али и као женке осе без крила.

## Систематика
У породицу мрава се убраја 16 потпородица с 296 познатих родова, у које спада укупно 12.445 до сада описаних врста мрава. Како сигурно постоји још пуно врста које нису познате, ентомолози процјењују укупан број врста на око 15.000.
Најпознатије су врсте: шумски мрав (Formica rufa), велики мрав (Camponotus herculeanus), дрвоточни мрав (Lasius fuliginosus), ливадни мрав (Lasius flavus) и црвени амазонац (Polyergus rufescens).

## Распрострањеност и разноликост
| Регија     | Број врста |
| ---------- | ---------- |
| Неотропик  | 2,162      |
| Арктик     | 580        |
| Европа     | 180        |
| Африка     | 2,500      |
| Азија      | 2,080      |
| Меланезија | 275        |
| Аустралија | 985        |
| Полинезија | 42         |

Мрави су космополитска врста, могу се наћи на свим континентима осим Антарктика. У средњој Европи живи 161 врста мрава разврстаних у 28 родова, док највећи дио врста мрава живи у тропским и суптропским подручјима. Само неколико већих острва, као што су Гренланд, Исланд, и дјелови Полинезије и Хавајска острва немају природних врста мрава. Они заузимају широк спектар еколошких ниша и имају способност коришћења широког опсјега прехрамбених ресурса, било као директни или индиректни биљоједи, предатори и лешинари. Већина врста су свеједући генералисти, мада постоји неколико врста са специјализованом исхраном. Њихова еколошка доминација може да се мјери путем њихове биомасе, а процјене из различитих окружења сугеришу да они у просјеку доприносе са 15–20% (а скоро 25% у тропским предјелима) укупној биомаси копнених животиња, што надмашује допринос кичмењака.
Мрави имају распон величина тијела од 0,75 до 52 mm, при чему су највеће врсте фосили , чија краљица је била 6 cm дугачка, са распоном крила од 15 cm. Мрави могу да варирају у боји; већина је црвена или црна, а неколико врста је зелене боје, док неке тропске врсте имају металични сјај. Више од 12.000 врста је тренутно познато, а процијењено је да постоји до око 22,000, са највећом разноликошћу у тропима. Таксономске студије настављају са рјешавањем разврставања и систематике мрава. Базе података мрављих врста на интернету, укључујући AntBase и Hymenoptera Name Server, помажу у праћењу познатих и новоописаних врста. Релативна лакоћа са којом узорак мрава може да се узме и изучава у екосистемима, учинила их је корисним као индикаторским врстама у изучавањима биоразноликости.

## Морфологија
Мрави су јединствени у погледу њихове морфологије у односу на друге инсекте, по томе што имају лактасте антене, метаплеуралне жлијезде и јако сужење њиховог другог абдоминалног сегмента у петиолу, који изгледа попут чвора. Глава, мезозом и метазом су три кључна тјелесна сегмента. Петиол формира узак струк између њиховог мезозома (торакса плус први абдоминални сегмент, који је стопљен са њим) и гастера (абдомена без абдоминалних сегмента у петиолу). Петиол може да буде формиран од једног или два чвора (другог самог или другог и трећег абдоминалног сегмента).
Попут других инсеката, мрави имају егзоскелет, спољашњи покривач који пружа заштитни омотач око тијела и служи као мјесто везивања мишића, што је у супротности са унутрашњим скелетом људи и других кичмењака. Инсекти немају плућа; кисеоник и други гасови, као што је угљен-диоксид, пролазе кроз њихов егзоскелет путем малених вентила који се називају одушцима. Инсектима такође недостају затворени крвни судови; умјесто тога, они имају дугачке, танке, перфориране цијеви дуж горњег дијела тијела, које се називају „дорсалне аорте“ и које функционишу попут срца и пумпају хемолимфу ка глави, чиме остварују циркулацију унутрашњих флуида. Нервни систем се састоји од трбушног нервног влакна које се протеже кроз цијело тијело, са неколико ганглија и грана дуж њега, које досијежу до екстремитета.

### Глава
Глава мрава садржи много чулних органа. Као и већина инсеката, они имају сложене очи направљене од бројних сићушних сочива спојених заједно. Очи мрава су добре за акутну детекцију покрета, али не нуде слику високе резолуције. Такође имају три мала ока (једноставне очи) на врху главе које детектују нивое свјетлости и поларизацију. У поређењу са кичмењацима, мрави имају замућенији вид, посебно код мањих врста, а неколико подземних таксона су потпуно слијепе. Међутим, неки мрави, као што је аустралијски булдог, имају одличан вид и способни су да разликују раздаљину и величину објеката који се крећу на скоро метар удаљености.
За главу су причвршћене двије антене („пипала“); ови органи откривају хемикалије, ваздушне струје и вибрације, а такође се користе за пренос и пријем сигнала путем додира. Глава има двије снажне чељусти — мандибуле, које се користе за ношење хране, манипулацију предметима, прављење мравињака и за одбрану. Код неких врста, мали џеп (инфрабукална комора) унутар уста чува храну, тако да се може пренијети на друге мраве или њихове ларве.

### Мезозом
И ноге и крила мрава су причвршћене за мезозом (грудни кош). Ноге се завршавају кукастом канџом која им омогућава да се закаче на површине и да се пењу. Крила имају само репродуктивни мрави (матице и мужјаци). Краљице одбацују крила након брачног лета, остављајући видљиве рубове, што је карактеристична особина краљица. Код неколико врста јављају се матице без крила (ергатоиди) и мужјаци.

### Метазом
Метазом („абдомен“) мрава садржи важне унутрашње органе, укључујући органе репродуктивног, респираторног (трахеје) и система за излучивање. Радници многих врста имају своје структуре за полагање јаја модификоване у жаоке, које се користе за покоравање плијена и одбрану својих гнијезда.

### Полиморфизам
У колонијама неколико врста мрава постоје физичке касте — радници у различитим класама величине, који се називају мањи, средњи и главни радници. Често већи мрави имају непропорционално веће главе, а сходно томе и јаче мандибуле. Они су познати као макрорадници (macrergates), док су мањи познати као микрорадници (micrergates). Иако су формално познати као „извођачи радова“ (dinergates), такви појединци се понекад називају мрави „војници“ јер их њихове јаче мандибуле чине ефикаснијим у борби, иако су и даље радници и њихове „дужности“ се обично не разликују много од мањих или средњих радника. Код неколико врста, не постоје средњи радници, што ствара оштру подјелу између мањих и великих. Мрави ткачи, на примјер, имају јасну бимодалну дистрибуцију величине. Неке друге врсте показују континуиране варијације у величини радника. Најмањи и највећи радници код врсте Carebara diversa показују скоро 500-струку разлику у својој сувој тежини.
Радници не могу да се паре; међутим, због хаплодиплоидног система одређивања пола код мрава, радници бројних врста могу да положе неоплођена јаја која постају потпуно плодна, а они се називају хаплоидни мужјаци. Улога радника може да се промијени са њиховим годинама, а код неких врста, као што су медени мрави, млади радници се хране све док им се желудац не растегне, након чега дјелују као посуде за складиштење живе хране. Ови радници за складиштење хране се зову „напуњени“ (repletes) и развијају се у сјеверноамеричког мрава Myrmecocystus mexicanus. Обично се највећи радници у колонији развијају у гомилу, а ако се „напуњени“ уклоне из колоније, други радници их мијењају, што показује флексибилност овог посебног полиморфизма. У почетку се сматрало да је овај полиморфизам у морфологији и понашању радника одређен факторима средине као што су исхрана и хормони који су довели до различитих развојних путева, међутим, генетске разлике између радничких касти примијећене су и код врсте Acromyrmex. Ови полиморфизми су узроковани релативно малим генетским промјенама; разлике у једном гену код , могу да одлуче да ли ће колонија имати једну или више матица. Аустралијски мрав скакач (Myrmecia pilosula) има само један пар хромозома (с тим да мужјаци имају само један хромозом јер су хаплоидни), што је најмањи број познат за било коју животињу и сматра се занимљивим предметом за проучавање генетике и развоја биологија друштвених инсеката.

### Величина генома
Величина генома је основна карактеристика организма. Утврђено је да мрави имају сићушне геноме, при чему се сугерише да се еволуција величине генома дешава губитком и акумулацијом некодирајућих региона, углавном преносивих елемената, а повремено и дуплирањем цијелог генома. Биолози сматрају да то може да буде повезано са процесима колонизације, али да су потребне даље студије да би се то потврдило.

## Животни циклус
Живот мрава почиње од јајета; ако је јаје оплођено, потомство ће бити женско диплоидно, а ако није, биће мушко хаплоидно. Мрави се развијају потпуном метаморфозом са стадијумима ларве који пролазе кроз стадијум лутке прије него што постану одрасле јединке. Ларва је углавном непокретна и радници је хране и брину о њој. Храна се даје ларвама трофалаксом, процесом у коме мрав враћа течну храну која се налази у својој вољци. Тако и одрасли дијеле храну, ускладиштену у „друштвеном стомаку“. Ларве, посебно у каснијим фазама, такође могу да добију чврсту храну, као што су трофична јаја, комади плијена и сјеме које донесу радници.
Ларве расту кроз серију од четири или пет митарења и улазе у фазу лутке. Лутка има слободне додатке и нису спојени са тијелом као код лутке лептира. На диференцијацију на матице и радилице (које су обје женке) и различите касте радника, код неких врста утиче исхрана коју добијају ларве. Генетски утицаји и контрола експресије гена од стране развојног окружења су сложени и одређивање касте је и даље предмет истраживања. Крилати мужјаци мрава, звани трутови (који се у старој литератури називају „анер“), излазе из лутке заједно са обично крилатим женкама које се размножавају. Неке врсте, као што су армијски мрави, имају краљице без крила. Ларве и лутке треба да се држе на прилично константној температури да би се обезбиједио правилан развој, због чега се често премјештају између различитих комора за легло унутар колоније.
Нови радник проводи првих неколико дана свог одраслог живота бринући се за матицу и младе, затим прелази на копање и друге послове у мравињаку, а касније и на одбрани мравињака и тражењу хране. Ове промјене су понекад прилично изненадне и дефинишу оно што се назива темпоралним кастама. Објашњење за секвенцу сугерише велики број жртава укључених у тражење хране, што га чини прихватљивим ризиком само за мраве који су старији и вјероватно ће ускоро умријети природним узроцима.
Колоније мрава могу да буду дуговјечне. Матице могу да живе до 30 година, а радници од 1 до 3 године. Мужјаци су, међутим, пролазнији, прилично су кратког вијека и преживљавају само неколико недеља. Процијењено је да краљице мрава живе 100 пута дуже од појединачних инсеката сличне величине.
Мрави су активни током цијеле године у групама, али у хладнијим предјелима преживљавају зиму у стању мировања познатом као хибернација. Облици неактивности су разноврсни и неке врсте умјереног подручја имају ларве које прелазе у неактивно стање (дијапауза), док код других одрасле јединке саме зимују у стању смањене активности.

### Репродукција
Откривен је широк спектар репродуктивних стратегија код различитих врста мрава. Познато је да су женке многих врста способне да се размножавају асексуално путем телитозне партеногенезе. Секрети из мушких помоћних жлијезда код неких врста могу да зачепе женски генитални отвор и да спријече женке да се поново паре. Већина врста мрава има систем у којем само матица и женке за приплод имају способност парења. Супротно популарном вјеровању, нека гнијезда мрава имају више матица, док друга могу да постоје без матица. Радници са способношћу да се размножавају називају се „гамергејт“, због чега се колоније којима недостају матице називају колоније гамергејт, а колоније са матицама се називају матичне колоније.
Дронови такође могу да се паре са постојећим матицама уласком у страну колонију, као што су армијски мрави. Када дрона у почетку нападну радници, он ослобађа феромон за парење. Ако буде препознат као парњак, биће одведен до матице да се паре. Мужјаци такође могу да патролирају мравињаком и да се боре против других тако што их зграбе својим мандибулама, пробију њихов егзоскелет и затим их обиљеже феромоном. Обиљеженог мужјака мрави радници тумаче као освајача и убијају.
Већина мрава су униволтински и производе нову генерацију сваке године. Током периода размножавања специфичног за врсту, крилате женке и крилати мужјаци, познати ентомолозима као алатес (Alate, крила), напуштају колонију у такозваном брачном лету. Брачни лет се обично одвија у касно прољеће или рано љето, када је вријеме вруће и влажно. Топлота олакшава летење, а свјеже пала киша чини тло мекшим за парене матице да копају гнијезда. Мужјаци обично лете прије женки, а затим користе визуелне знакове да пронађу заједничко тло за парење, на примјер, обиљежје као што је бор до којег се приближавају други мужјаци у том подручју. Мужјаци луче феромон за парење који прати женке. Мужјаци ће поставити женке у ваздух, али стварни процес парења се обично одвија на тлу. Женке неких врста се паре са само једним мужјаком, али код других врста, могу да се паре са чак десет или више различитих мужјака, чувајући сперму у својим сперматекама. Код врсте Cardiocondyla elegans, радници могу да пренесу новонастале матице у друга конспецифична гнијезда гдје мужјаци без крила из неповезаних колонија могу да се паре са њима, што је адаптација понашања која може да смањи шансе за парење јединки у блиском сродству.
Након парења, женке траже одговарајуће мјесто за почетак колоније. Тамо одломе своја крила користећи своје тибијалне мамузе и почињу да полажу и брину се о јајима. Женке могу селективно да оплоде будућа јајашца са спермом ускладиштеном за производњу диплоидних радника или да положе неоплођена хаплоидна јаја за производњу трутова. Први радници који се излегу познати су као нанитици, који су слабији и мањи од каснијих радника, али одмах почињу да служе колонији. Проширују мравињак, траже храну и брину о осталим јајима. Врсте које имају више матица могу да имају матицу која напушта мравињак заједно са неким радницима да би основали колонију на новом мјесту, што је процес сличан ројењу код пчела.

## Понашање и екологија
Колонија мрава (која може да броји око 20 милиона јединки) може да има једну (моногине) или неколико (полигине) матица. Сви мрави из једног мравињака имају тијесно повезану заједницу, међусобно се распознају по мирису, а према мравима из других мравињака, већина врста се односи непријатељски.
Љети се појављују крилате полне животиње које излијећу из мравињака у ројевима и у лету се паре. Након тога мужјаци угину, а женкама отпадну крила и радници их однесу назад у мравињаке да носе јајашца или оне оснују с дијелом „радника“ нове мравињаке. Женке за вријеме парења смјесте сјемене ћелије мужјака у посебном дијелу свог полног система и оне се користе за оплођивање јајашаца теком њиховог цијелог живота. Женке мрава доживе и 15 година. „Радници“ брижљиво његују ларве.
Мрави комуницирају додиром антена, а свој мравињак могу да пронађу помоћу мириса. Једна посебна врста мрава у свом стомаку има врсту сирупа и њиме „храни“ огладњеле мраве.

### Комуникација
Мрави комуницирају једни са другима помоћу феромона, звукова и додира. Употреба феромона као хемијских сигнала је развијенија код мрава као што је црвени мрав жетелац, него у другим групама опнокрилаца. Као и други инсекти, мрави осјећају мирисе својим дугим, танким и мобилним антенама. Упарене антене дају информације о правцу и интензитету мириса. Пошто већина мрава живи на тлу, они користе површину тла да оставе феромонске трагове које могу да прате други мрави. Код врста које се хране у групама, сакупљач хране који пронађе храну обиљежава траг на повратку у колонију; овај траг прате други мрави, који појачавају траг када се врате са храном у колонију. Када се извор хране исцрпи, мрави који се враћају не обиљежавају нове трагове и мирис полако нестаје. Ово понашање помаже мравима да се носе са промјенама у свом окружењу. На примјер, када је успостављени пут до извора хране блокиран препреком, сакупљачи хране напуштају пут да истраже нове руте. Ако је мрав успјешан, при повратку оставља нови траг који означава најкраћи пут. Успјешне стазе прати више мрава, појачавајући боље руте и постепено идентификујући најбољи пут.
Мрави користе феромоне за више ствари, а не само да за прављење стаза. Згњечени мрав емитује феромон за узбуну који тјера оближње мраве у напад и привлачи више мрава из даљине. Неколико врста мрава чак користи „пропагандне феромоне“ да збуни непријатељске мраве и натјера их да се међусобно боре. Феромоне производи широк спектар структура укључујући Дуфорове жлијезде, отровне жлијезде и жлијезде на задњем цријеву, пигидијум, ректум, грудна кост и задња цјеваница. Феромони се такође размјењују, мијешају са храном и пролазе кроз трофалаксу, преносећи информације унутар колоније. Ово омогућава другим мравима да открију којој групи задатака (нпр. тражење хране или одржавање мравињака) припадају други чланови колоније. Код врста мрава са кастама матица, када доминантна матица престане да производи одређени феромон, радници почињу да узгајају нове матице у колонији.
Неки мрави производе звукове стридулацијом, користећи сегменте желуца и њихове мандибуле. Звукови могу да се користе за комуникацију са члановима колоније или са другим врстама.

### Одбрана
Мрави нападају и бране се уједањем и, код многих врста, убодом, често убризгавањем или прскањем хемикалија, као што су мравља кисјелина у случају мрава фемицина, алкалоиди и пиперидини код ватрених мрава и разне протеинске компоненте код других мрава. Сматра се да мрави меци (Paraponera clavata), који се налазе у Централној и Јужној Америци, имају најболнији убод од свих инсеката, иако обично није фаталан за људе. Овај убод је добио највишу оцјену на Шмитовом индексу бола од убода.
Убод мрава скакача може да буде фаталан и за њега је развијен противотров.
Ватрени мрави, (Solenopsis), јединствени су по томе што имају отровну врећу која садржи пиперидин алкалоиде. Њихови убоди су болни и могу да буду опасни за преосјетљиве људе.
Мрави са чељустима из рода Odontomachus, опремљени су мандибулама које се називају чељусти замке, а које се затварају брже од било ког другог грабежљивог додатка унутар животињског царства. Једна студија о врсти Odontomachus bauri, забиљежила је највеће брзине између 126 и 230 km/h, са затварањем чељусти у просјеку за 130 микросекунди. Такође је примијећено да мрави користе своје чељусти као катапулт за избацивање уљеза или се бацају уназад да би избјегли пријетњу. Прије него што удари, мрав изузетно широко отвара мандибуле и закључава их у овом положају унутрашњим механизмом. Енергија се складишти у дебелом појасу мишића и експлозивно се ослобађа када се покрене стимулацијом чулних органа који подсјећају на длачице на унутрашњој страни мандибула. Мандибуле такође дозвољавају споре и фине покрете за друге задатке. Замке се такође виде код других врста из суперпородице Ponerinae, као што је Anochetus, као и код неких родова из племена Attini, као што су Daceton, Orectognathus и Strumigenys, који се сматрају примјерима конвергентне еволуције.
-
Малезијска врста мрава из групе Camponotus cylindricus има увећане мандибуларне жлијезде које се протежу у њихов желудац. Ако се борба преокрене на горе, радник може да изведе последњи чин самоубилачке несебичности пуцањем мембране желуца, узрокујући да садржај његових мандибуларних жлијезда избије из предњег дијела главе, прскајући отрован, корозивни секрет, који садрже ацетофенон и друге хемикалије које имобилишу мале нападаче инсеката. Радник након тога умире.
Самоубилачке одбране радника такође су забиљежене код бразилског мрава, Forelius pusillus, гдје мала група мрава напушта обезбјеђење мравињака након што запечати улаз споља сваке вечери.
Поред одбране од предатора, мрави треба да заштите своје колоније од патогена. Неки мрави радници одржавају хигијену колоније и њихове активности укључују подухват или некрофорију, одлагање мртвих сродника из мравињака. Олеинска кисјелина је идентификована као једињење које се ослобађа из мртвих мрава и које изазива некрофорно понашање код врсте , док радници код врсте Linepithema humile реагују на одсуство карактеристичних хемикалија (долиходијална и иридомирмецина) присутних на кожици њихових живих сродника да изазову сличне понашање.
Мравињаци могу да буду заштићени од физичких пријетњи као што су поплаве и прегријавање помоћу разрађене архитектуре мравињака. Радници из врсте Cataulacus muticus, која живи у шупљинама биљака, реагују на поплаве тако што пију воду унутар мравињака и избацују је напоље. Camponotus anderseni, који прави мравињак у шупљинама дрвета у стаништима мангрова, у случају потапања под водом, прелази на анаеробно дисање.

### Учење
Многе животиње могу да науче понашања опонашањем, али мрави могу да буду једина група осим сисара у којој је примијећено интерактивно учење. Упућени сакупљач хране — Temnothorax albipennis, може да одведе наивног сродника из мравињака до новооткривене хране процесом тандемског трчања. Сљедбеник стиче знање преко свог водећег тутора. Вођа је акутно осјетљив на напредак пратиоца и успорава када пратилац заостаје и убрзава када се пратилац превише приближи.
Контролисани експерименти са колонијама Cerapachys biroi, указују на то да појединац може да изабере улоге у мравињаку на основу свог претходног искуства. Читава генерација идентичних радника подијељена је у двије групе чији је исход у тражењу хране био контролисан. Једна група је непрестано награђивана плијеном, док је осигурано да друга група буде неуспјешна. Као резултат тога, чланови успјешне групе су интензивирали своје покушаје тражења хране, док је неуспјешна група излазила све мање и мање пута. Мјесец дана касније, успјешни сакупљачи хране наставили су са својом улогом, док су остали прешли да се специјализују за одржавање мравињака.

### Прављење мравињака
Сложене мравињаке граде многе врсте мрава, али друге врсте су номадске и не граде трајне структуре. Мрави могу да формирају подземне мравињаке или да их граде на дрвећу. Ова мравињаци могу да се нађу у земљи, испод камења или балвана, унутар трупаца, шупљих стабљика или чак жира. Материјали који се користе за изградњу укључују земљу и биљну материју, а мрави пажљиво бирају мјеста за мравињаке; Temnothorax albipennis ће да избјегава мјеста са мртвим мравима, јер они могу да указују на присуство штеточина или болести. Они брзо напуштају успостављене мравињаке на први знак пријетње.
Армијски мрави Јужне Америке, као што је врста Eciton burchellii, као и мрави возачи из Африке, не граде сталне мравињаке, већ се умјесто тога смјењују између номадизма и фаза у којима радници формирају привремене мравињаке (бивак) од сопственог тијела, тако што држе једни друге заједно.
Радници мрава ткача (Oecophylla) граде мравињаке на дрвећу тако што спајају листове, прво их повлаче заједно са мостовима радника, а затим подстичу своје ларве да производе свилу док се помјерају дуж ивица листова. Сличне облике конструкције мравињака користе неки мрави из рода Polyrhachis.
Formica polyctena, између осталих врста мрава, гради мравињаке која одржавају релативно константну унутрашњу температуру која помаже у развоју ларви. Мрави одржавају температуру мравињака тако што бирају локацију, материјале за изградњу, контролишу вентилацију и одржавају топлоту од сунчевог зрачења, радничке активности и метаболизма, а у неким влажним мравињацима, и микробну активност у материјалу мравињака.
Неке врсте мрава, као што су оне које користе природне шупљине, могу да буду опортунистичке и да искористе контролисану микроклиму обезбијеђену унутар људских станова и других вјештачких структура за смјештај својих колонија и структура мравињака.
- Мрављи мост

### Узгој хране
Већина мрава су генерални предатори, чистачи и индиректни биљоједи, али је неколико њих развило специјализоване начине добијања исхране. Вјерује се да се многе врсте мрава који су индиректни биљоједи, ослањају на специјализовану симбиозу са својим цријевним микробима, како би унаприједили нутритивну вриједност хране коју сакупљају, што им омогућава да преживе у регионима сиромашним азотом, као што су крошње прашума. Мрави резачи лишћа (Atta и Acromyrmex) Непрестано сакупљају листове који се односе у колонију, сјеку на ситне комаде и стављају у гљивичне баште. Радници су специјализовани за сродне задатке према њиховој величини. Највећи мрави сијеку стабљике, мањи радници жваћу лишће, а најмањи чувају гљивице. Мрави резачи листова су довољно осјетљиви да препознају реакцију гљивице на различит биљни материјал, очигледно детектујући хемијске сигнале из гљиве. Ако се утврди да је одређена врста листа токсична за гљивицу, колонија је више неће сакупљати. Мрави се хране структурама које производе гљиве зване гонгилидија. Симбиотске бактерије на спољашњој површини мрава производе антибиотике који убијају бактерије унесене у мравињак које могу да нашкоде гљивама.

### Навигација
Мрави који траже храну путују на удаљености до 200 метара од свог мравињака, а трагови мириса им омогућавају да пронађу пут назад чак и у мраку. У врућим и сушним регионима, мрави који се свакодневно хране, суочавају се са смрћу исушивањем, тако да способност проналажења најкраћег пута назад до мравињака смањује тај ризик. Дневни пустињски мрави из рода Cataglyphis, као што је пустињски мрав у Сахари, крећу се тако што прате правац, као и пређену удаљеност. Пређене удаљености се мјере помоћу интерног педометра, који води рачунање предузетих корака, као и процјеном кретања објеката у њиховом видном пољу (оптички ток). Правци се мјере коришћењем положаја сунца. Они интегришу ове информације како би пронашли најкраћи пут назад до свог мравињака. Као и сви мрави, они такође могу да користе визуелне оријентире када су доступни, као и олфакторне и тактилне знакове за навигацију. Неке врсте мрава су у стању да користе Земљино магнетно поље за навигацију. Сложене очи мрава имају специјализоване ћелије које детектују поларизовану свјетлост од Сунца, која се користи за одређивање правца. Ови детектори поларизације су осјетљиви у ултраљубичастом подручју спектра свјетлости. Код неких врста армијских мрава, група сакупљача хране која се одвоји од главне колоне може понекад да се окрене и формира кружни млин за мраве. Радници тада могу непрекидно да трче док не умру од исцрпљености.

### Кретање
Мрави радници немају крила, а репродуктивне женке губе крила након летова парења, како би започеле своје колоније и, за разлику од својих предака оса, већина мрава путује ходајући. Неке врсте су способне да скачу. На примјер, Џердонов мрав скакач (Harpegnathos saltator) је у стању да скаче тако што синхронизује дјеловање својих средњих и задњих парова ногу. Постоји неколико врста мрава клизача, укључујући Cephalotes atratus; ово може да буде уобичајена особина међу арбореалним мравима са малим колонијама. Мрави са овом способношћу могу да контролишу своје хоризонтално кретање како би ухватили стабла дрвећа када падну са врха шумске крошње.
Друге врсте мрава могу да формирају ланце како би премостили празнине изнад воде, испод земље или кроз просторе у вегетацији. Неке врсте такође формирају плутајуће сплавове који им помажу да преживе поплаве. Ови сплавови такође могу да имају улогу у омогућавању мравима да колонизују острва. Polyrhachis sokolova, врста мрава која се налази у мочварама аустралијских мангрова, може да плива и живи у подводним мравињацима. Пошто им недостају шкрге, одлазе у ухваћене џепове ваздуха у потопљеним мравињацима да би удахнули.

### Сарадња и такмичење
Нису сви мрави једнако друштвени. Мрави аустралијског булдога су међу највећим и најбазнијим, а као и скоро сви мрави, они су еусоцијални, али њихово друштвено понашање је слабо развијено у поређењу са другим врстама. Свака јединка лови сама, користећи своје велике очи умјесто хемијских чула да пронађе плијен.
Неке врсте, као што је Tetramorium caespitum нападају и преузимају сусједне колоније мрава. Други су мање освајачки настројени, али исто тако агресивни; они нападају колоније да украду јаја или ларве, које или једу или узгајају као раднике или робове. Екстремни специјалисти међу овим мравима који стварају робове, као што су амазонски мрави, нису у стању да се прехране и требају им заробљени радници да би преживјели. Заробљени радници поробљених врста Temnothorax развили су контра стратегију, уништавајући само женке лутке од робовласничке врсте Temnothorax americanus, али поштеђујући мужјаке, који не учествују у стварању робова као одрасли.
Мрави идентификују сроднике из мравињака кроз њихов мирис, који потиче од секрета прекривених угљоводоницима који облажу њихове егзоскелете. Ако се мрав одвоји од своје првобитне колоније, на крају ће изгубити мирис колоније. Сваки мрав који уђе у колонију без одговарајућег мириса биће нападнут. Такође, разлог зашто ће двије одвојене колоније мрава напасти једна другу, чак и ако су исте врсте је тај што се гени одговорни за производњу феромона разликују међу њима. Аргентински мрав, међутим, нема ову карактеристику, због недостатка генетске разноврсности, и због тога је постао глобална штеточина.
Паразитске врсте мрава улазе у колоније мрава домаћина и успостављају се као друштвени паразити; врсте као што је Strumigenys xenos су потпуно паразитске и немају раднике, већ се умјесто тога ослањају на храну коју сакупљају њихови домаћини, Strumigenys perplexa. Овај облик паразитизма се налази у многим родовима мрава, али паразитски мрав је обично врста која је блиско повезана са својим домаћином. За улазак у мравињак домаћина користе се различите методе. Паразитска краљица може да уђе у мравињак домаћина прије него што се излегне прво легло, успостављајући се прије него што се развије мирис колоније. Друге врсте користе феромоне да збуне мраве домаћине или да их преваре да однесу паразитску матицу у мравињак, док се неки једноставно пробијају у мравињак.
Сукоб између полова унутар врсте примјећује се код неких врста мрава, при чему се они такмиче у стварању потомака који су им што ближе повезани. Најекстремнији облик укључује производњу клонског потомства. Екстремни сукоб полова изражен је код врсте Wasmannia auropunctata, гдје краљице производе диплоидне ћерке телитоком партеногенезом, а мужјаци производе клонове процесом у коме диплоидно јаје губи свој матерински допринос стварању хаплоидних мужјака који су клонови оца.

### Одлагање њихових мртвих
Мрави или одвајају тијела својих мртвих од остатка колоније или их сахрањују. Радници раде овај посао у врстама које их имају или би краљица могла да уради нове колоније. То се ради из здравствених разлога.

### Односи са другим организмима
Мрави формирају симбиотска удружења са низом врста, укључујући друге врсте мрава, друге инсекте, биљке и гљиве. Такође су плијен многих животиња, па чак и одређених гљива. Неке врсте зглавкара проводе дио свог живота у мравињацима, гдје лове мраве, њихове ларве и јаја или конзумирају њихове залихе хране или избјегавају предаторе. Ови инквилини могу да буду веома слични мравима. Природа ове мимикрије мрава (мирмекоморфија) варира, при чему неки случајеви укључују Бејтсову мимикрију, код које врста смањује ризик од напада предатора. Други показују Васманову мимикрију, облик мимикрије који се може видјети само код инквилина.
Лисне уши и други инсекти лиричари, луче слатку течност која се зове медова роса, када се хране биљним соком. Шећери у медљику су високоенергетски извор хране, коју сакупљају многе врсте мрава. У неким случајевима, лисне уши луче медљику као одговор на то што их мрави тапкају својим антенама. Мрави заузврат држе грабљивце подаље од лисних уши и премјештају их са једног мјеста храњења на друго. Када мигрирају у ново подручје, многе колоније понесу лисне уши са собом, како би се обезбиједило континуирано снабдијевање медљиком. Мрави такође користе брашнасте бубе да уберу своју медљику, а брашнасте бубе могу да постану озбиљна штеточина ананаса ако су присутни мрави да их заштите од њихових природних непријатеља.
Мирмекофилне гусјенице из породице лептира , као што су плавци, бакрени или длакави, воле мраве, који их дању воде на мјеста за храњење, а ноћу их уносе у мравињаке. Гусјенице имају жлијезду која лучи медну росу када их мрави масирају, а неке гусјенице производе вибрације и звукове које мрави примјећују. Слична адаптација може да се види и код сивих скипер лептира који емитују вибрације ширећи крила како би комуницирали са мравима, који су природни грабежљивци ових лептира. Друге гусјенице су еволуирале у понашању, од мрава које воле до мрава које једу: ове мирмекофагне гусјенице луче феромон који чини да се мрави понашају као да је гусјеница једна од њихових сопствених ларви. Они затим гусјеницу одводе у мравињак, гдје се она храни ларвама мрава. Бројне специјализоване бактерије су пронађене као ендосимбионти у цријевима мрава. Неке од доминантних бактерија припадају реду Hyphomicrobiales, чији су чланови познати по томе што су симбионти који фиксирају азот у махунаркама, али врсте које се налазе у мравима немају способност да фиксирају азот. Мрави који узгајају гљиве који чине племе Attini, укључујући мраве лисоре, узгајају одређене врсте гљива из родова Leucoagaricus или Leucocoprinus из породице Agaricaceae. У овом узајамном односу мрава и гљивица, обје врсте зависе једна од друге за опстанак. Мрав Allomerus decemarticulatus је развио тросмјерну везу са биљком домаћином — Hirtella physophora (из породице Chrysobalanaceae) и љепљивом гљивом која се користи за хватање плијена инсеката.
Myrmelachista schumanni, познати као лимунови мрави, праве ђавоље баште тако што убијају околне биљке својим убодима и остављају чист дио стабала лимунових мрава (Duroia hirsuta). Ова модификација шуме обезбјеђује мравима више мјеста за гнијежђење унутар стабљика дрвећа Duroia. Иако неки мрави добијају нектар из цвијећа, опрашивање од стране мрава је донекле ријетко, један примјер је опрашивање орхидеје Leporella fimbriata, која подстиче мужјака из врсте Myrmecia urens да псеудокопулирају са цвјетовима, преносећи полен у том процесу. Једна теорија коју су биолози предложили за ријеткост опрашивања је да секрети метаплеуралне жлијезде деактивирају и смањују виталност полена. Неке биљке имају посебне структуре које излучују нектар, екстрафлоралне нектаре, који обезбјеђују храну за мраве, а они заузврат штите биљку од штетнијих инсеката биљоједа. Врсте као што је багрем (Vachellia cornigera) у Централној Америци имају шупље трње у којима се налазе колоније мрава убадача (Pseudomyrmex ferruginea), који бране дрво од инсеката, сисара који разгледају и епифитске лозе. Студије обиљежавања изотопа сугеришу да биљке такође добијају азот од мрава. Заузврат, мрави добијају храну из белтских тијела богатих протеинима и липидима. На Фиџију је познато да врста мрава, Philidris nagasau (Dolichoderinae) селективно узгаја врсте епифитских сквамеларија (Rubiaceae) које производе велике домације унутар којих се гнијезде колоније мрава. Мрави засаде сјеме и домације младе саднице одмах се запосједну, а измет мрава у њима доприноси брзом расту. Сличне дисперзијске асоцијације се могу наћи и код других врста из подпородице Dolichoderinae у региону. Још један примјер ове врсте ектосимбиозе потиче од дрвета Макаранге, чије стабљике су прилагођене за смјештај колонија мрава Crematogaster.
Многе биљне врсте имају сјеме које је прилагођено за ширење мрава. Ширење сјемена од стране мрава или мирмекохорије је широко распрострањено, а нове процјене сугеришу да скоро 9% свих биљних врста може да има таква удружења мрава. Мрави који распршују сјеме често врше усмјерену дисперзију, одлажући сјеме на мјеста која повећавају вјероватноћу преживљавања сјемена до репродукције. Неке биљке у сушним, пожарним системима посебно зависе од мрава у погледу њиховог преживљавања и ширења, јер се сјеме транспортује на сигурно испод земље. Многа сјемена распршена од стране мрава имају посебне спољне структуре, елајозоме, које мрави траже као храну. Мрави могу значајно да промијене брзину разлагања и кружење хранљивих материја у свом мравињаку. Мирмекохоријом и модификацијом услова земљишта, они значајно мијењају вегетацију и кружење хранљивих материја у околном екосистему.
Конвергенција, вјероватно облик мимикрије, присутан је у јајима штапићастих инсеката. Имају јестиву структуру налик елајозому и одводе се у мравињак, гдје се млади излегу.
Већина мрава су предатори, а неки лове и добијају храну од других друштвених инсеката, укључујући друге мраве. Неке врсте су специјализоване за лов на термите (Megaponera и Termitopone), док неке јединке из потпородице Cerapachyinae, лове друге мраве. Неки термити, укључујући врсту Nasutitermes corniger, формирају удружења са одређеним врстама мрава да би спријечили грабљеживе врсте мрава. Тропска оса, Mischocyttarus drewseni, облаже петељку свог гнијезда хемикалијом која одбија мраве. Сматра се да многе тропске осе могу да граде своја гнијезда на дрвећу и да их покривају како би их заштитиле од мрава. Друге осе, као што је Agelaia multipicta, бране се од мрава тако што их избацују из гнијезда великом буком зујања крила. Пчеле без убода (Trigona и Melipona) користе хемијску одбрану против мрава.
Муве у Старом свијету, из рода Bengalia (Calliphoridae), које су клептопаразити, хватају мраве, а грабе плијен или легло са мандибулама одраслих мрава. Женке малезијске мушице без крила и без ногу (Vestigipoda myrmolarvoidea) живе у мравињацима мрава из рода Aenictus и о њима се брину мрави.
Гљиве из родова Cordyceps и Ophiocordyceps, инфицирају мраве. Мрави реагују на своју инфекцију тако што се пењу на биљке и заривају своје чељусти у биљно ткиво. Гљива убија мраве, расте на њиховим остацима и ствара плодно тијело. Гљива мијења понашање мрава како би помогла у распршивању његових спора, у микростаништу које најбоље одговара гљивицама. Паразити лепезари такође манипулишу мравима у које се настане, тјерајући их да се пењу на стабљике траве, како би помогли паразиту да пронађе пар.
Нематода Myrmeconema neotropicum, која инфицира мраве крошње (Cephalotes atratus), узрокује да црно обојени стомаци радника поцрвене. Паразит такође мијења понашање мрава, што доводи до тога да своје желуце носе високо. Упадљиве црвене стомаке, птице погрешно сматрају зрелим воћем, као што је Hyeronima alchorneoides, и поједу их. Други мрави сакупљају птичји измет и хране њиме своје младе, што доводи до даљег ширења нематоде.
Студија колонија Temnothorax nylanderi у Њемачкој, открила је да су радници у којима паразитира пантљичара Anomotaenia brevis, код које су мрави посредни домаћини, а коначни домаћини су дјетлићи, живјели много дуже од непаразитираних радника и имали су смањену стопу смртности, упоредиву са смртношћу матица исте врсте, које живе чак двије деценије.
Јужноамеричке жабе отровне стрелице из рода Dendrobates, хране се углавном мравима, а токсини у њиховој кожи могу да дођу од мрава.
Армијски мрави се хране у широкој колони и нападају све животиње на том путу које не могу да побјегну. У Централној и Јужној Америци, Eciton burchellii је мрав који се роји и најчешће га посјећују птице „пратиоци мрава“ као што су мравље птице (Thamnophilidae) и дрвосјече (Dendrocolaptinae). Ово понашање се некада сматрало узајамним, али су касније студије откриле да су птице паразитске. Директни клептопаразитизам, приликом којег птице краду храну из руку мрава је ријеткост и примејећен је код голубица Инка (Columbina inca), које беру сјеме на улазима у мравињаке, док их преносе врсте Pogonomyrmex. Птице које прате мраве, једу много њиховог плијена и тако смањују успјех мрава у потрази за храном. Птице се препуштају необичном понашању званом мрављање, које још увијек није у потпуности схваћено. Птице се одмарају на мравињацима или узимају и бацају мраве на своја крила и перје, што може да буде средство за уклањање ектопаразита са птица.
Мравоједи, афрички мравојед, љускавци, јешци и торбарски мравојед имају посебне адаптације за живот на исхрани мравима. Ове адаптације укључују дуге, љепљиве језике за хватање мрава и јаке канџе за пробијање у мравињаке. Утврђено је да се мрки медвједи (Ursus arctos) хране мравима. Око 12%, 16% и 4% њихове фекалне запремине у прољеће, лето и јесен, чине мрави.
Мравима се у Европи хране птице (посебно велики дјетлић, зелена жуна, црна жуна), гуштери, мање змије, водоземци, инсекти (нпр. мрављи лав), пауци, па и дивље свиње, а мравоједима (који живе у Средњој и Јужној Америци) су уз термите мрави главна храна.

## Однос са људима
Мрави врше многе еколошке улоге које су корисне за људе, укључујући смањење популација штеточина и провјетравање земљишта. Употреба мрава ткача у узгоју цитруса у јужној Кини сматра се једним од најстаријих познатих примјена биолошке контроле. С друге стране, мрави могу да постану непријатност кад изврше инвазију грађевинских објеката, или узрокују економску штету.
У неким дјеловима свијета (углавном Африци и Јужној Америци), велики мрави, посебно армијски мрави, користе се као хируршки конци. Рана се сузи притискањем и мрави се примијене дуж ње. Мрави зграбе ивице ране својим мандибулама и фиксирају их. Тијела се затим одсијеку, а главе и мандибуле остају у мјесту да затворе рану.
Неки мрави имају токсични отров и од медицинског су значаја. Те врсте обухватају Paraponera clavata, (tocandira) и Dinoponera (false tocandiras) у Јужној Америци, као и Myrmecia мраве у Аустралији.
У Јужној Африци, мрави се користе као помоћ при убирању роибоса (Aspalathus linearis), сићушног сјемена које се користи за прављење биљног чаја. Биљка расипа сјеме у широком опсјегу, те је ручно сакупљање тешко. Црни мрави сакупљају и складиште то и друга сјемена у својим мравињацима, гдје људи могу да их масовно сакупе. До 200 g сјемена може да се сакупи из једног мравињака.
Мада већина мрава преживљава покушаје људи да их искоријене, извјестан број је веома угрожен. То су обично острвске врсте које су еволуирале специјализоване особине и подложне су ризику од замјене уведеним врстама мрава. Примјери су критично угрожени Шри Ланкански реликтни мрав (Aneuretus simoni) и Adetomyrma venatrix са Мадагаскара.
Едвард Озборн Вилсон процјењује да је укупни број јединки мрава на свијету у било ком тренутку између једног и десет квадрилиона (кратка скала) (и.е. између 1015 и 1016). По тој процјени, укупна биомаса свих мрава на свијету је приближно једнака укупној биомаси цјелокупне људске врсте. Исто тако, по тој процјени, постоји око 1 милион мрава на сваког човјека на Земљи.

### Као храна
Мрави и њихове ларве се једу у разним дјеловима свијета. Јаја двије врсте мрава се користе у мексичким ескамолама. Она се сматрају формом инсектног кавијара и могу да се продају по релативно високој цијени, јер су сезонска и тешко се налазе. У Колумбијском департману Сантандер, hormigas culonas (у слободном преводу „мрави велике задњице“) Atta laevigata се живи прже и једу.
У областима Индије, као и широм Мјанмара и Тајланда, паста од зеленог мрава ткача (Oecophylla smaragdina), служи се као зачин уз кари. Јаја и ларве мрава ткача, као и мрави, могу се да се користе у тајландској салати, јаму (тајландски: ยำ), у јелу званом yam khai mot daeng (тајландски: ยำไข่มดแดง), које долази из Исана или сјевероисточног региона Тајланда. Савил Кент, у часопису Naturalist in Australia, написао је „љепота, у случају зеленог мрава, је више него дубока до коже. Њихова привлачна, скоро слаткаста прозрачност је вјероватно изазвала прве есеје које је конзумирала људска врста. Згњечени у води, на начин као каша од лимуна, ови мрави формирају пријатно кисјело пиће које је веома наклоњено домороцима Сјеверног Квинсленда, а чак га цијене и многа европска непца“.
У својој књизи Прво љето у Сијери, Џон Мјур је истакао да су Индијанци из народа Моно, из Калифорније јели „голицаве, кисјеле стомаке великих црних мрава столара“. Мексички Индијанци углавном једу живе медене мраве (Myrmecocystus).

### Као штеточине
Неке врсте мрава се сматрају штеточинама, прије свега оне које се јављају у људским насељима, гдје је њихово присуство често проблематично. На примјер, присуство мрава је непожељно на стерилним мјестима као што су болнице или кухиње. Неке врсте или родови који се обично категоришу као штеточине укључују аргентинског мрава (Linepithema humile), имигрантског мрава на плочнику (Tetramorium immigrans, жутог лудог мрава (Anoplolepis gracilipes), тракастог шећерног мрава (Camponotus consobrinus), фараонског мрава, црвеног дрвеног мрава (Formica rufa), црног мрава столара (Camponotus pennsylvanicus), смрдљивог кућног мрава, црвеног увезеног ватреног мрава (Solenopsis invicta) и европског ватреног мрава (Myrmica rubra). Неки мрави нападају ускладиштену храну, неки траже изворе воде, неки могу да оштете унутрашње структуре, док неки могу да оштете пољопривредне усјеве директно или помажући штеточинама сисарима. Неки ће да убоду или угризу. Прилагодљива природа колонија мрава чини скоро немогућим елиминисање читавих колонија, а већина пракси управљања штеточинама има за циљ контролу локалне популације и обично представља привремена рјешења. Популацијама мрава се управља комбинацијом приступа који користе хемијске, биолошке и физичке методе. Хемијске методе укључују употребу инсектицидног мамца који мрави сакупљају као храну и носе у мравињак, гдје се отров ненамјерно шири на друге чланове колоније кроз трофалаксу. Управљање се заснива на врсти и технике могу да варирају у зависности од локације и околности.

### У науци и технологији
Посматрано од стране људи од почетка историје, понашање мрава је документовано, а предмет раних списа и бајки прелази из једног вијека у други. Они који користе научне методе, мирмеколози, проучавају мраве у лабораторији и у њиховим природним условима. Њихове сложене и промјенљиве друштвене структуре учиниле су их идеалним моделним организмима. Ултраљубичасти вид код мрава, први је открио Џон Лабок 1881. године. Студије о мравима су тестирале хипотезе у екологији и социобиологији и биле су посебно важне у испитивању предвиђања теорија о селекцији сродника и еволуционо стабилних стратегија. Колоније мрава могу да се проучавају узгајањем или привременим одржавањем у формикаријама, посебно конструисаним стакленим оквирима. Одвојене јединке могу да се прате ради проучавања тако што ће бити означене тачкама у боји.
Успјешне технике које користе колоније мрава проучаване су у рачунарству и роботици за производњу дистрибуираних система отпорних на грешке за рјешавање проблема, као што су мрављи алгоритам и роботика мрава. Ова област биомиметике довела је до проучавања кретања мрава, претраживача који користе „трагове за тражење хране“, складиштења отпорног на грешке и алгоритама за умрежавање.

### Као љубимци
Од касних 1950-их до касних 1970-их, фарме мрава су биле популарне образовне дјечије играчке у Сједињеним Америчким Државама. Неке касније комерцијалне верзије користе провидни гел умјесто земље, омогућавајући већу видљивост по цијену стреса мрава неприродном свјетлошћу.

### У култури
Антропоморфизовани мрави су често коришћени у бајкама, дјечијим причама и вјерским текстовима да би представили марљивост и заједнички напор. У Књизи пословица у Библији, мрави се наводе као добар примјер напорног рада и сарадње. Езоп је исто учинио у својој басни „Цврчак и мрави“. У Курану је написано да је Соломон чуо и разумио мрава који је упозоравао друге мраве да се врате кући како би избјегли да их Соломон и његова војска која маршира случајно погазе. У дјеловима Африке, мрави се сматрају гласницима божанстава. Нека митологија Индијанаца, као што је митологија Хопија, сматра мраве првим животињама. За угризе мрава, често се сматра да имају љековита својства. Тврди се да убод неких врста из рода Pseudomyrmex, олакшава грозницу. Уједи мрава се користе у церемонијама иницијације неких амазонских индијских култура као тест издржљивости.
Друштво мрава одувијек је фасцинирало људе и о њему се писало и духовито и озбиљно. Марк Твен је писао о мравима у својој књизи „Скитница у иностранству“ из 1880. године. Неки модерни аутори су користили мраве да коментаришу однос између друштва и појединца, као на примјер Роберт Фрост у својој пјесми „Departmental” и Теренс Херберт Вајт у његовом фантазијском роману „Некадашњи и будући краљ“. Радња у научнофантастичној трилогији „Les Fourmis“, француског ентомолога и писца — Бернара Вербера, подијељена је између свјетова мрава и људи; мрави и њихово понашање описани су коришћењем савремених научних сазнања. Херберт Џорџ Велс је писао о интелигентним мравима који уништавају људска насеља у Бразилу и угрожавају људску цивилизацију, у својој научнофантастичној причи из 1905. године, „Царство мрава”, У новије вријеме, произведени су анимирани цртани филмови и 3Д анимирани филмови са мравима, као што су: Мравци, Живот буба, Лукас у свијету мрава, Мрав и мравојед, Мрав Ферди и Атомски мрав. Познати мирмеколог, Едвард Озборн Вилсон, написао је 2010. године за часопис The New Yorker кратку причу „Trailhead“, која описује живот и смрт краљице мрава и успон и пад њене колоније, са тачке гледишта мрава. Француски неуроанатом, психијатар и еугеничар — Аугуст Форел, вјеровао је да су друштва мрава узори за људско друштво. Објавио је дјело у пет томова од 1921. до 1923. које је испитивало биологију и друштво мрава.
Почетком 1990-их, видео игрица SimAnt, која је симулирала колонију мрава, освојила је награду Коди у категорији „најбољи програм за симулацију“ 1992. године.
Мрави су такође прилично популарна инспирација за многе научнофантастичне инсектоиде, као што су мрави у књизи „Ендерова игра“, бубе у књизи „Војници на звјезданом броду“, џиновски мрави у филмовима Они! и Царство мрава, суперхерој Антмен из компаније Marvel Comics и мрави који су мутирали у суперинтелигенцију у хорор филму Фаза 4. У компјутерским стратешким играма, врсте засноване на мравима често имају користи од повећане стопе производње због њиховог фокусирања на један циљ, као што су Клакони у серији игара Master of Orion или ChCht у видео игри Deadlock II. Овим ликовима се често приписује ум кошнице, уобичајено погрешно схватање о колонијама мрава.